# NGC 3287
NGC 3287 је спирална галаксија у сазвежђу Лав која се налази на NGC листи објеката дубоког неба.
Деклинација објекта је + 21° 38' 52" а ректасцензија 10h 34m 47,3s. Привидна величина (магнитуда) објекта NGC 3287 износи 12,3 а фотографска магнитуда 13,0. Налази се на удаљености од 20,6000 милиона парсека од Сунца. NGC 3287 је још познат и под ознакама UGC 5742, MCG 4-25-32, CGCG 124-38, IRAS 10320+2154, PGC 31311.